# Vado Ligure
Vado Ligure is een gemeente in de Italiaanse provincie Savona (regio Ligurië) en telt 8313 inwoners (31-12-2004). De oppervlakte bedraagt 23,4 km², de bevolkingsdichtheid is 346 inwoners per km².
De volgende frazioni maken deel uit van de gemeente: Porto Vado, Segno, S. Ermete, S. Genesio, Bossarino en Valle di Vado.

## Demografie
Vado Ligure telt ongeveer 3923 huishoudens. Het aantal inwoners daalde in de periode 1991-2001 met 1,2% volgens cijfers uit de tienjaarlijkse volkstellingen van ISTAT.
| Jaar | Inwoneraantal |
| ---- | ------------- |
| 1991 | 8087          |
| 2001 | 7991          |

## Geografie
Vado Ligure grenst aan de volgende gemeenten: Bergeggi, Quiliano, Savona, Spotorno en Vezzi Portio.

## Galerij

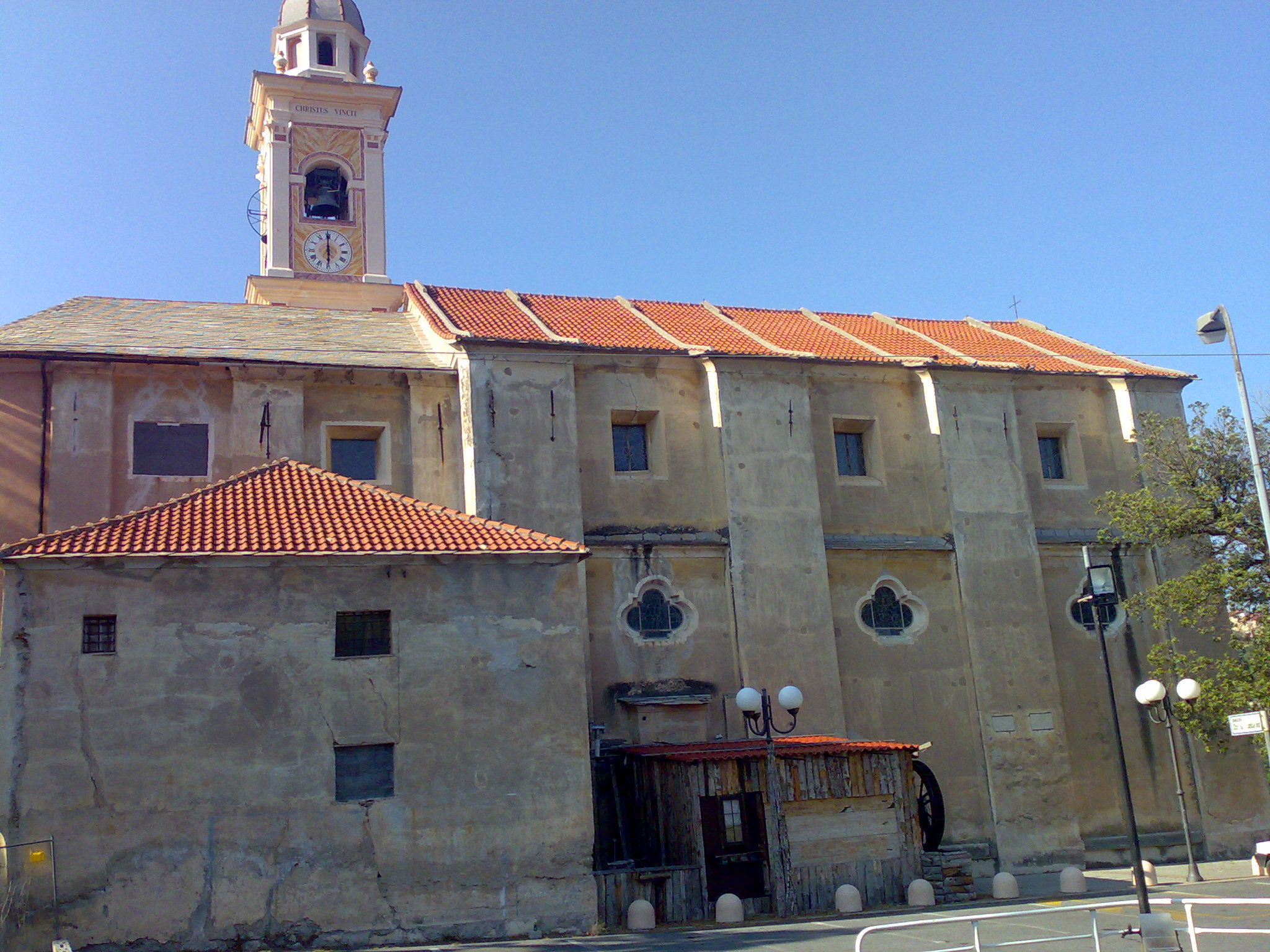
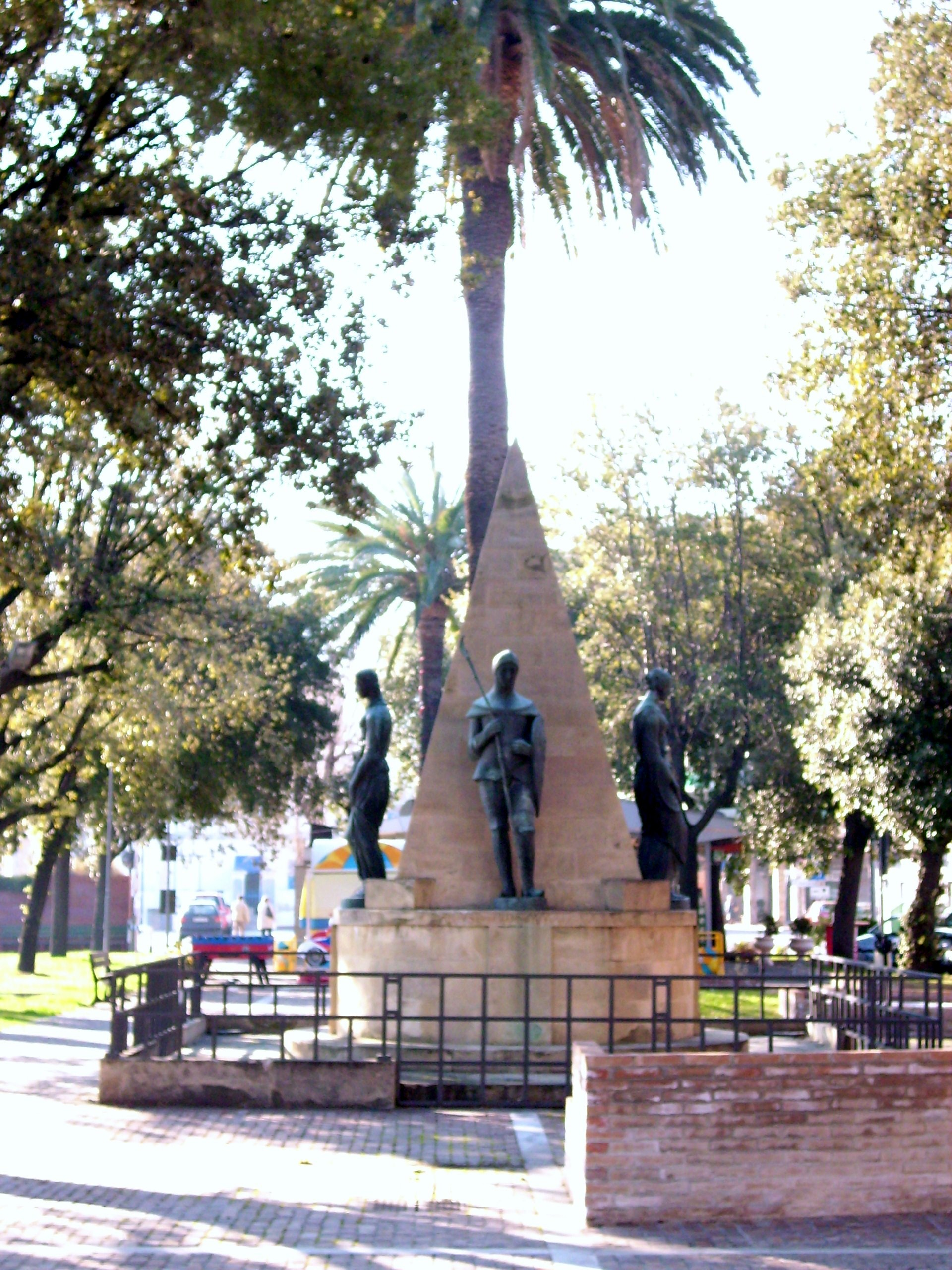
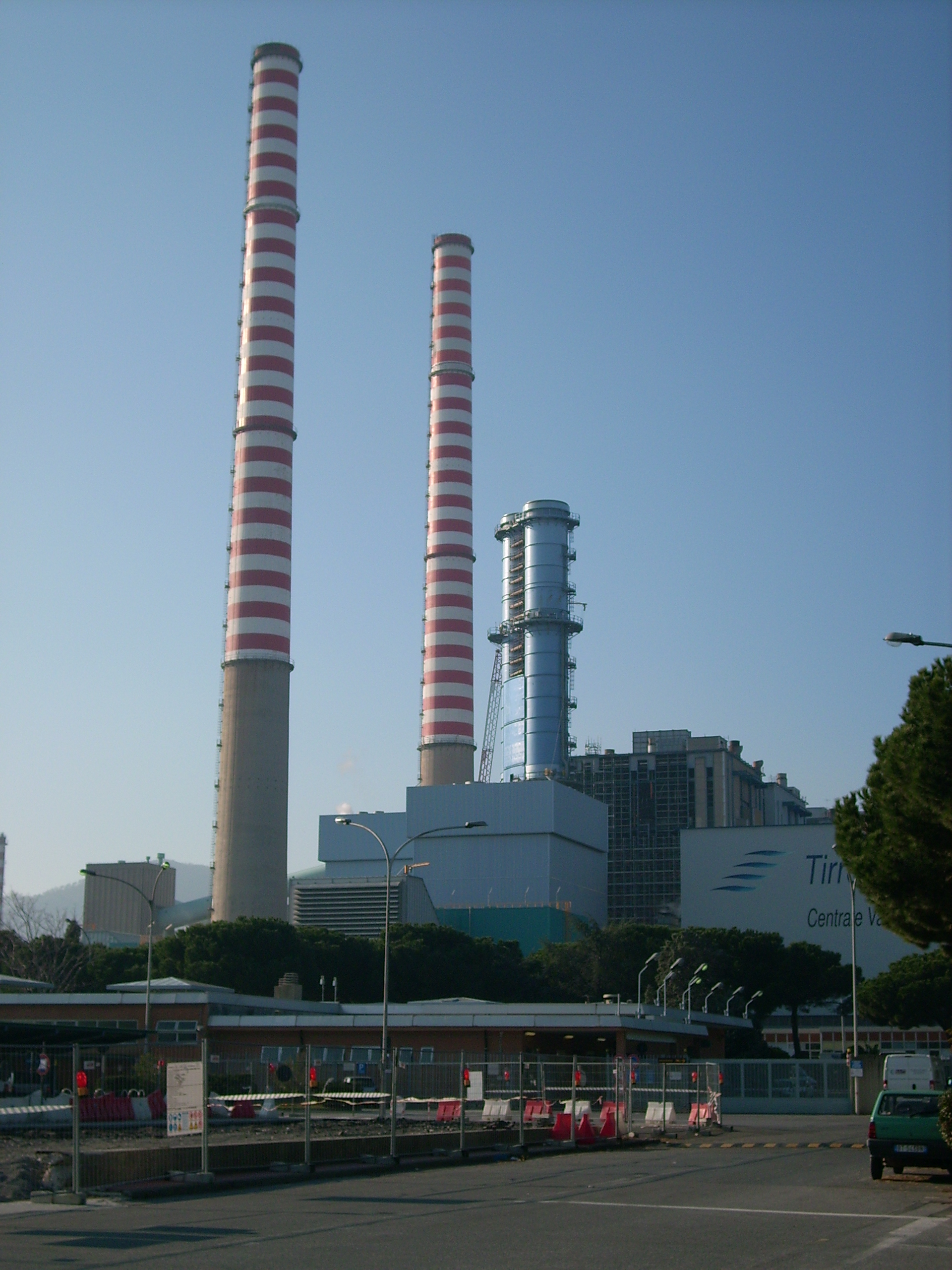
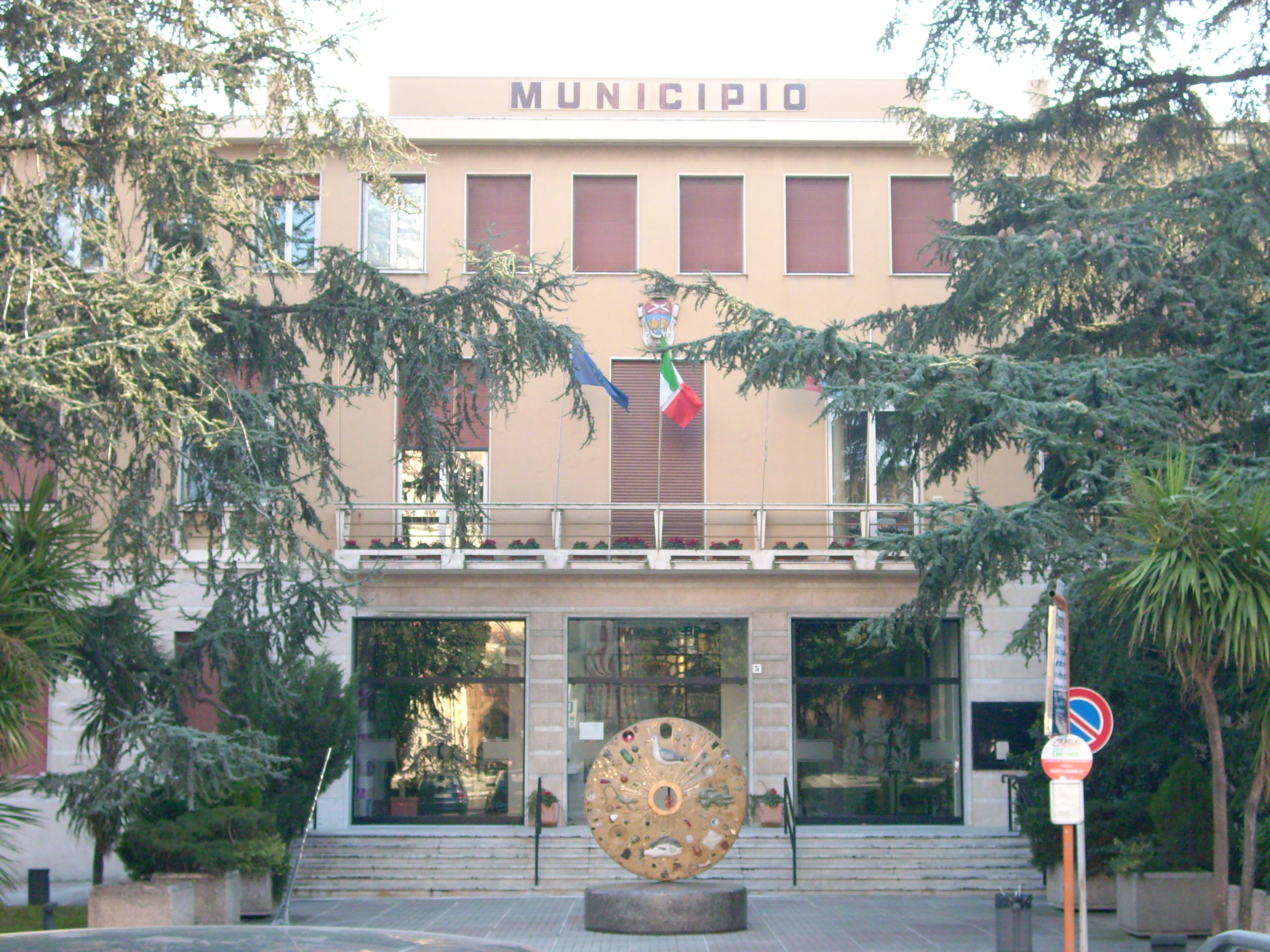
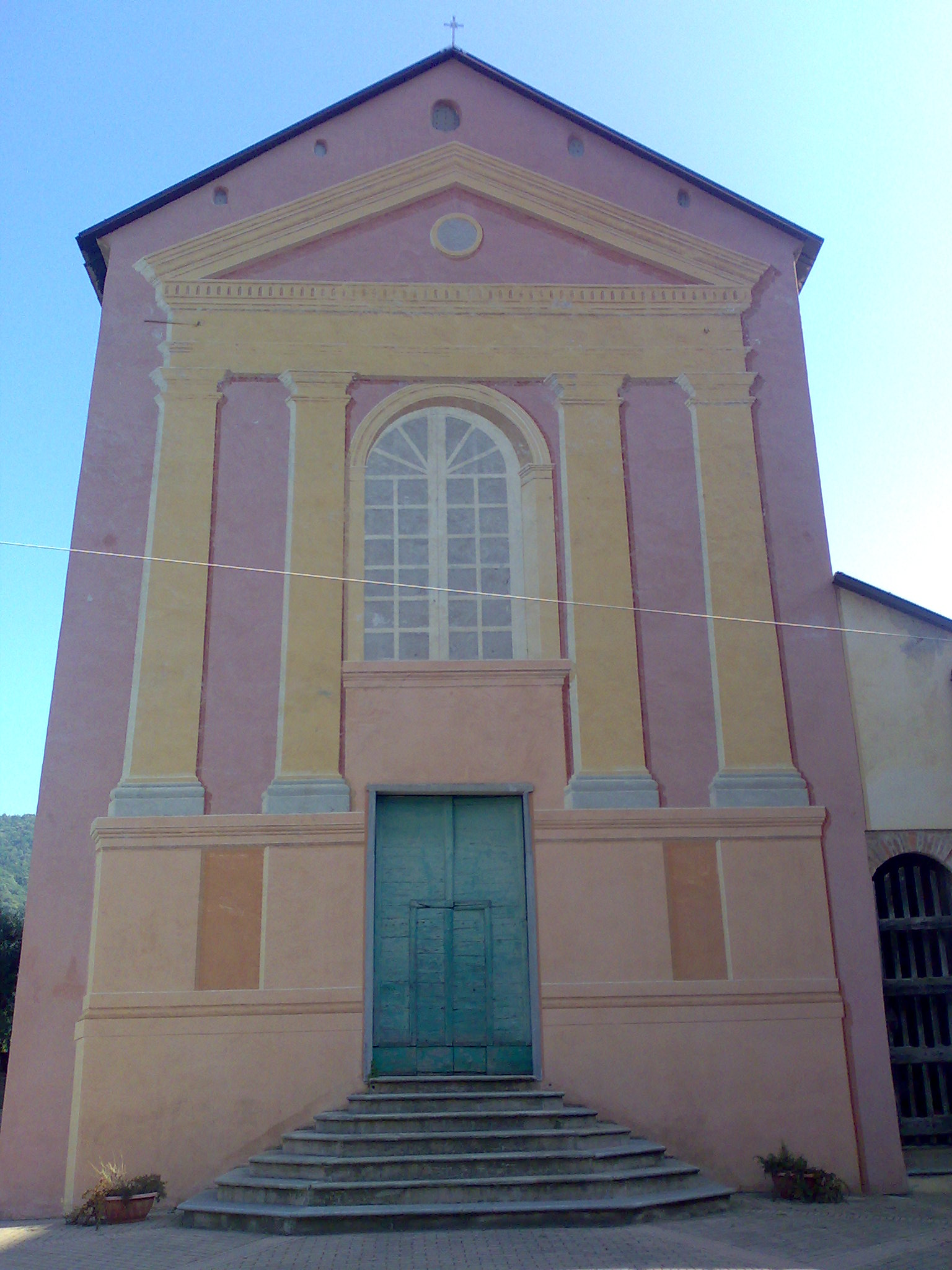